# 미야모토촌 (후쿠시마현)
미야모토촌(宮本村)은 후쿠시마현 히가시시라카와군에 일찍이 존재했던 촌이다.

## 역사
- 1889년 4월 1일 - 정촌제 시행에 의해 야마카미촌, 론덴촌, 마쓰카와촌, 오구다촌이 합병해 히가시시라카와군 미야모토촌이 성립하였다.
- 1955년 3월 31일 - 다카누키촌과 합병해 후루도노촌이 성립하여, 미야모토촌은 소멸하였다.

## 인구
- 1891년 2,763
- 1920년 5,068
- 1947년 7,280

## 참고문헌
- 角川日本地名大辞典編纂委員会『角川日本地名大辞典 7 福島県』、角川書店、1981年 ISBN 4-04-001070-1
- 日本加除出版株式会社編集部『全国市町村名変遷総覧』、日本加除出版、2006年 ISBN 4-8178-1318-0